# Malaysian Open, Kuala Lumpur
Proton Malaysian Open byl profesionální tenisový turnaj mužů, který v rámci okruhu ATP patří do kategorie ATP World Tour 250. V letech 2009–2015 se hrál na přelomu září a října v malajsijském hlavním městě Kuala Lumpur. Dějištěm konání byl sportovní komplex Bukit Jalil, který měl kryté dvorce s tvrdým povrchem.
V soutěži dvouhry startovalo dvacet osm tenistů a čtyřhry se účastnilo šestnáct párů. Celková dotace turnaje k roku 2015 činila celkem 1 041 540 USD.
Proton Malaysian Open nahradil mužskou tenisovou událost Kingfisher Airlines Tennis Open, jež probíhala do sezóny 2008 v indickém Bengalúru. Premiérový ročník malajsijského turnaje se odehrál mezi 28. září až 4. říjnem 2009.
Na konci června 2016 řídící organizace ATP schválila žádost držitelů licence, firmy IMG, na přemístění dějiště. Turnaj se tak v sezóně 2016 přestěhoval do jednoho z největších čínských měst Čcheng-tu, kde v kalendáři získal stejný termín pod názvem Chengdu Open.

## Přehled finále

### Dvouhra

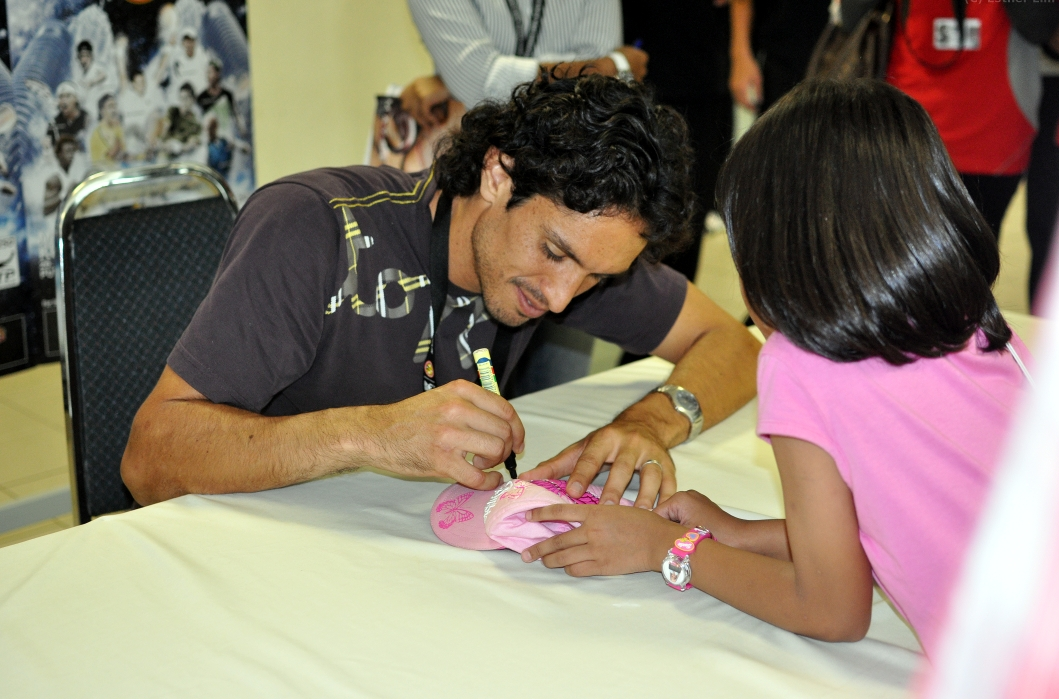
Martín Vassallo Argüello na autogramiádě turnaje, 2009

| Rok  | Vítěz             | Finalista         | Výsledek                |
| 2015 | David Ferrer      | Feliciano López   | 7–5, 7–5                |
| 2014 | Kei Nišikori      | Julien Benneteau  | 7–6(7–4), 6–4           |
| 2013 | João Sousa        | Julien Benneteau  | 2–6, 7–5, 6–4           |
| 2012 | Juan Mónaco       | Julien Benneteau  | 7–5, 4–6, 6–3           |
| 2011 | Janko Tipsarević  | Marcos Baghdatis  | 6–4, 7–5                |
| 2010 | Michail Južnyj    | Andrej Golubjev   | 6–7(2–7), 6–2, 7–6(7–3) |
| 2009 | Nikolaj Davyděnko | Fernando Verdasco | 6–4, 7–5                |

### Čtyřhra
| Rok  | Vítězové                             | Finalisté                            | Výsledek              |
| 2015 | Treat Conrad Huey Henri Kontinen     | Raven Klaasen Rajeev Ram             | 7–6(7–4), 6–2         |
| 2014 | Marcin Matkowski Leander Paes        | Jamie Murray John Peers              | 3–6, 7–6(7–5), [10–5] |
| 2013 | Eric Butorac Raven Klaasen           | Pablo Cuevas Horacio Zeballos        | 6–2, 6–4              |
| 2012 | Alexander Peya Bruno Soares          | Colin Fleming Ross Hutchins          | 5–7, 7–5, [10–7]      |
| 2011 | Eric Butorac Jean-Julien Rojer       | František Čermák Filip Polášek       | 6–1, 6–3              |
| 2010 | František Čermák Michal Mertiňák     | Mariusz Fyrstenberg Marcin Matkowski | 7–6(7–3), 7–6(7–5)    |
| 2009 | Mariusz Fyrstenberg Marcin Matkowski | Igor Kunicyn Jaroslav Levinský       | 6–2, 6–1              |